# Reichsarbeitsdienst

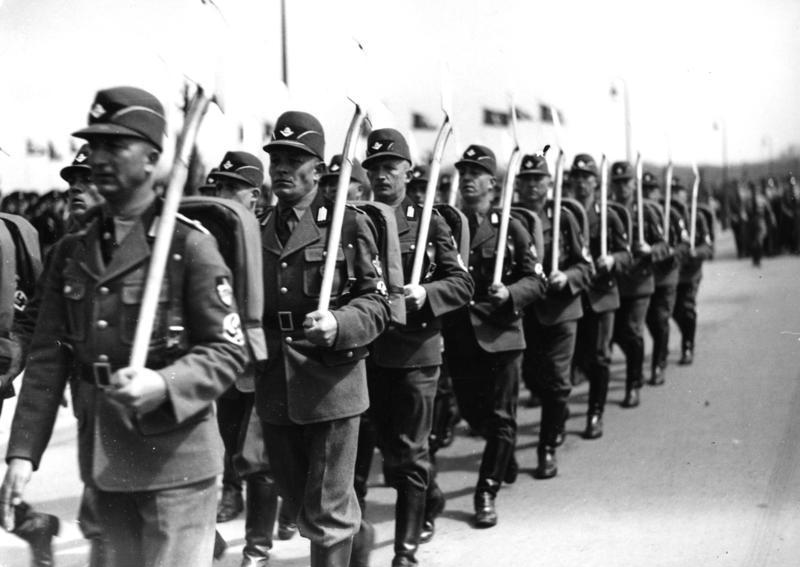
Reichsarbeitsdienst

Reichsarbeitsdienst (RAD) (česky Říšská pracovní služba) byla zpočátku civilní, později polovojenská pracovní organizace, postupně zřizovaná v Německu po nástupu nacistů k moci. Jejím úkolem bylo snížení nezaměstnanosti. Do RAD byli povolávání mladí říšští Němci. Dne 26. 6. 1935 vydali nacisté zákon o všeobecné povinnosti k pracovní službě pro mládež obou pohlaví (existovala tedy i ženská složka RAD) od dovršení 20 let na půl roku. Pro muže měla být přechodem mezi školou a armádou – po půl roce práce v RAD přešli muži do kasáren. Povolání k RAD de facto znamenalo narukování do Wehrmachtu.

## Freiwilligearbeitsdienst

Freiwilligearbeitsdienst (FAD)

Freiwilligearbeitsdienst (FAD) – (česky dobrovolná pracovní služba) byla předchůdcem RAD. Po první světové válce vznikaly postupně po celém Německu barákové tábory FAD. Mladí muži, vykořenění prohranou válkou, zde za stravu a malé kapesné s krumpáčem, rýčem a lopatou budovali nové Německo. Buď byli bez práce, nebo z čistého idealizmu. V táborech byla kázeň a disciplína, přesto tu vládl kamarádský duch. Byl zakázán vojenský dril a „nadřízený musel být podřízenému kamarádem“. Ať syn boháče nebo rolníka – všichni si byli rovni. Tato civilní pracovní organizace neměla s armádou nic společného a ani nechtěla mít (kvůli protiválečným náladám po válce).
FAD a později RAD stavěly silnice, cesty, vysazovaly stromořadí, odvodňovaly nebo zavlažovaly pole, upravovaly a zkrášlovaly krajinu stromy a květinami kolem statků, průhledy. Dnešní upravenost německé krajiny je i jejich zásluha. Pomáhaly také při žních. V době nástupu nacismu měla FAD přes 200 000 členů. Tuto organizaci nacisté uchvátili, přejmenovali ji na RAD a zneužili ji ke svým cílům.
- Výchova až k fanatismu se už při válce s Polskem ukázala jako dvousečná. Mladí funkcionáři z RAD, kteří narukovali do Wehrmachtu, se vrhali nadšeně do ztečí, nekryli se, a docházelo tak ke zbytečně velkým lidským ztrátám.

## Organizace RAD
RAD měl heslo "Treue, Gehorsam, Kameradschaft" (věrnost, poslušnost, kamarádství) a také (Vůdče) "Sloužím Ti rýčem". Muži měli ve znaku rýč špičkou nahoru (RAD Ostmarky (bývalé Rakousko) mělo rýč nahoře rovný) a zespodu do čtvrtkruhu dva klasy. Uniforma měla barvu země. Plstěná čepice se štítkem měla svrchu tvar jako klobouček. Vůdce RAD Konstantin Hierl zavedl v táborech vzorovou vojenskou kázeň a disciplínu, která se však lišila od Wehrmachtu. Nadále byl kladen důraz na kamarádství, zjistil-li šikanu, vůdce propustil. Snažil se udržet co nejdéle původní myšlenky z FAD. V RAD bylo zavedeno politické školení a pořadová cvičení s naleštěnými rýči. Výuka ve střelbě byla v RAD zavedena teprve v roce 1938.

Wehrmacht chtěl RAD rovnou převzít do armády jako svou IV. část – stavební a výstrojní oddíly pod heslem "z vojáků práce se snadno stanou vojáci zbraní". Proti tomu bojoval K. Hierl pod hesly: "Armáda je potřebná jen ve válce - RAD je potřebný vždycky" a "Práce a boj jsou v jedné rovině". Podařilo se mu udržet jen polovojenský ráz organizace téměř do konce války. Po válce spojenecké soudy konstatovaly, že RAD se válečných zločinů nedopustil, a tak byla tato organizace jen rozpuštěna. K. Hierl byl odsouzen na 5 let jako nacistický funkcionář.

## Stranické dny v Norimberku
V roce 1934 pochodovalo Norimberkem 50 000 mužů RAD s naleštěnými rýči na slavnostní shromaždiště, jen v kalhotách, nahoře do bronzova opálených. Pak stanuli před Vůdcovou tribunou a 50 000 rýčů se lesklo na slunci. Po Hitlerově projevu všichni sborově odpověděli "Vaší školou projde jednou celý národ". Mnozí zahraniční návštěvníci byli uchváceni. Britský vyslanec v Německu, Sir Nevile Henderson, prohlásil, že udělá vše proto, aby takováto pracovní služba byla zavedena i v Británii. V satelitních státech Německa byly zřízeny pro mládež pracovní tábory podle vzoru RAD. Tyto tábory ho pouze kopírovaly, s německým RAD jinak neměly nic společného. Například štvavá slovenská vysílačka z Vídně "Tu ríšský vysielač Viedeň" (slovenští separatisté ji dostali od Němců) ve vysílání ze dne 11. 12. 1938 vítala zavádění táborů povinné jednoroční pracovní služby na Slovensku. Jejich hlavním cílem není řešení nezaměstnanosti, ale výchova. Vyplňují mezeru mezi školou a vojenskou službou, proto je výlučně pro mládež.

## Říšská pracovní služba ženské mládeže

vlajka Reichsarbeitsdienst – Weibliche Jugend

Říšská pracovní služba ženské mládeže (Reichsarbeitsdienst der weiblichen Jugend, RADwJ) byla do života dívek povinně zavedena 4. 9. 1939 (RGB-i. I, S. 1693). Na území Říšské župy Dolní Podunají byly povolány nejprve ročníky 1920/21 (18 a 19 let). Budování nových RAD-táborů a vyškolování potřebných RAD-táborových vedoucích ale celou akci zpomalovalo. Například první RAD-tábor na připojeném území jižní Moravy byl zřízen v Miroslavi a do užívání předán teprve ke konci března 1940. Proto byla vydávána různá dílčí nařízení a celá akce se naplno rozběhla až dnem 1. dubna 1940.
Dívky po nástupu do služby odevzdaly civilní oblečení a obdržely: jeden vycházkový kostým hnědé barvy s tmavě hnědým límcem, jeden kabát ve stejné barvě a hnědý klobouk (se znakem alpské protěže v Dolním Podunají), jednu hnědou kostýmovou sukni, dvě bílé halenky, dvoje modré plátěné pracovní šaty, červený šátek na hlavu (vázal se vzadu), jednu lodenovou bundu, jednu teplákovou soupravu, jeden pár černých polobotek, jeden pár černých kozaček a tenisky. K tomu brož ze světlého hliníku se svastikou zasazenou do kukuřičných klasů, barva kovu se lišila podle hodnosti, vedoucí nosily bronzové, stříbrné a zlaté, dále to byla šňůra na převázání bundy a límce kabátu. Pokud nepracovaly dívky v místě, obdržely též kolo.
Spínací kruhový odznak se svastikou, shora nápisem REICHARBEITSDIENST a zdola WEIBLICHE JUGEND, se nosil na šatech jako spínací spona pod krkem. Heslem bylo "Kde jste Vy, tam má slunce svítit". Oproti mužským táborům byly ženské tábory volnější, s otevřeným režimem.
Říšskou pracovní službu (Reichsarbeitsdienst, RAD) dívky a svobodné ženy (od 16 do 18 let) vykonávaly v zemědělství (na selských závodech), v zahradnictví, vysazovaly lesy, pomáhaly v rodinách s mnoha dětmi, v cestovním ruchu, kde zpočátku pracovaly jako pokojské v menších provozech. Se zavedením KLV-táborů (Kinderlandverschickung), sklizňových mateřských škol (NSV Erntekindergarten) a domovů pro matky (NSV Mutterheim) nacházely uplatnění také jako dětské pomocnice nebo pomáhaly ve sběrných táborech etnických Němců. Od října 1941 jim přibyl ještě další půlrok ve válečné pomocné službě (Kriegshilfsdienst), kdy byly nasazovány ve vojenských lazaretech, na nádražích (nástup a výstup z vlaku u raněných vojáků, podávání občerstvení atd.). V květnu 1942 proběhlo mustrování dívek a žen ročníku 1924 a v roce 1943 ročníku 1926.